# بين بوين
بين بوين هو بواق كندي، ولد في 5 يونيو 1976.

## وصلات خارجية
- الموقع الرسمي